# Tangga Bosi III
Tangga Bosi III is een bestuurslaag in het regentschap Mandailing Natal van de provincie Noord-Sumatra, Indonesië. Tangga Bosi III telt 955 inwoners (volkstelling 2010).